# Junnosuke Taguchi
Junnosuke Taguchi  (田口 淳之介?, Taguchi Junnosuke), noto anche col soprannome di Junno per il suo sorriso solare (Kanagawa, 29 novembre 1985) è un cantante e attore giapponese, Ex-membro della boy band J-pop KAT-TUN, dell'agenzia Johnny & Associates.
È inoltre anche ballerino, idol, compositore e conduttore radiofonico.
È entrato a far parte dei Johnny's Jr. quando aveva tredici anni, in qualità di membro della boy-band J-pop KAT-TUN; sa suonare piano e chitarra. Partecipa inoltre alla stesura dei testi delle canzoni della band. 
Spicca, tra gli altri componenti del gruppo, per essere il più alto (1,82 cm), il ballerino più acrobatico e spericolato, nonché l'unico ad essere mancino. Oltre a cantare, ha partecipato anche ad un film, Mohōhan, accanto al leader degli SMAP Masahiro Nakai, e a diversi dorama.
Ha un fratello e tre sorelle maggiori e ha frequentato una rinomata scuola superiore d'arte.
Nel 2016 ha lasciato l'agenzia Johnny & Associates e di conseguenza i KAT-TUN, annunciando di aver deciso di abbandonare il mondo dello spettacolo. A settembre dello stesso anno ha però aperto il suo sito internet ufficiale, per annunciare il lancio della sua carriera da solista. Il suo primo singolo, "Hero", è stato rilasciato a novembre.
Nell'aprile 2017, ha avuto il suo debutto con la Universal Music Group con il singolo "Connect".
Il 22 maggio 2019, Taguchi è stato arrestato insieme alla sua fidanzata, l'attrice Rena Komine, per possesso di marijuana. 

## Filmografia

### Cinema
- 2001: Mohōhan

### Dorama
- 2001: Omae no yukichi ga naiteiru
- 2001: Shōnen wa tori ni natta (少年は鳥になった)
- 2005: Ganbatte Ikimasshoi! (がんばって いきまっしょい！)
- 2005: Happy!
- 2006: Happy! 2
- 2007: Hanayome to Papa (花嫁とパパ)
- 2007: Yukan Club
- 2009: Kochira Katsushika-ku Kameari kōen-mae hashutsujo
- 2011: Inu o kau to iu koto
- 2012: Legal High